# Dubaï Flamingo
Dubaï Flamingo é um filme francês de 2012 dirigido e escrito por Delphine Kreuter.

## Sinopse
Vincent (Sergi López) vive em Dubai com sua mulher que desaparece de repente. Vincent então se lança a sua procura acompanhado de Jackie (Vanessa Paradis), uma jovem que ele encontra por acaso. 

## Elenco
| Ator                | Papel       |
| ------------------- | ----------- |
| Vanessa Paradis     | Jackie      |
| Sergi López         | Vincent     |
| Florence Thomassin  | Livia       |
| Pratheen Ramalingam | Victor Hugo |